# Cosmosoma seraphina
Cosmosoma seraphina là một loài bướm đêm thuộc phân họ Arctiinae, họ Erebidae.